# Sadamneem
Sadamneem är en udde i Estland.   Den ligger i landskapet Harjumaa, i den norra delen av landet, 60 km öster om huvudstaden Tallinn.
Terrängen inåt land är mycket platt. Havet är nära Sadamneem åt nordost. Runt Sadamneem är det mycket glesbefolkat, med 5 invånare per kvadratkilometer. Närmaste större samhälle är Loksa, 7,1 km söder om Sadamneem.